# Liaromorpha buonluoiensis
Liaromorpha buonluoiensis är en insektsart som beskrevs av Andrej Vasiljevitj Gorochov 1994. Liaromorpha buonluoiensis ingår i släktet Liaromorpha och familjen vårtbitare. Inga underarter finns listade i Catalogue of Life.